# جورج إس إيرفينغ
جورج إس إيرفينغ (من مواليد إيرفينغ شيلاسكي ؛ 1 نوفمبر 1922 - 26 ديسمبر 2016) كان ممثلًا أمريكيًا معروفًا في المقام الأول بأدوار شخصيته في بروداوي وكصوت هيث بخيل في العروض التليفزيونية الأمريكية الخاصة بعيد الميلاد والتي تبدأ بـ" العام بلا عام سانتا كلوز (1974).
ولد إيرفينغ شيلاسكي في سبريغ فيلد ، ماساستوتش ، لأبراهام وريبيكا شيلاسكي، كواحد من أربعة أشقاء.
كان والديه من المهاجرين اليهود الروس .